# Пей Сю
Пей Сю (裴秀, 224 — 271) — китайський державний службовець, картограф часів династії Вей, «батько» китайської традиційної картографії. Одним з перших став застосовувати координатну сітку (Чжунван). Вона не має ніякого відношення до меридіанів і паралель, але відіграє таку ж роль, як масштабування на сучасних картах. Принципи, встановлені Пей Сю, стали основою китайської картографії до впровадження в неї західних ідей.

## Життєпис
Народився у 224 році. Працював при дворі імператора Цао Хуаня. У 267 році Пея Сю було призначено міністром громадських робіт, йому було доручено зайнятися розробкою карт. В результаті він склав географічний атлас з 18 аркушів, який отримав назв. «Юй Гун ді юй ту» ("Зображення територій землі з «Діянь Юя»). Помер у 271 році.

## Картографія
«Юй Гун ді юй ту» йомвірно є найдавнішим з відомих у світі регіональних атласів. У «Цзінь шу» («Книга про епос Цзінь») наведено передмову Пей Сю до даної роботи. Пей Сю відносив походження карт до глибокої давнини, вказуючи, що за династій Ся, Шан і Чжоу малися спеціальні посадові особи, які займалися їх складанням. До часу Пей Сю, за його зауваженням, з усіх старих карт збереглися тільки карти епохи Східна Хань, однак «ні одна з них не використовує градуйований масштаб і жодна з них не побудована на прямокутній сітці».
Згідно з Пей Сю, при створенні карт слід керуватися «шістьма методами» (лю ти): 1) фень люй («градуйовані зразки») — застосування градуйованих поділів для визначення масштабу карти; 2) Чжуньван («поперечне і подовжнє») — використання прямокутної сітки для зображення правильних відносин між різними частинами карти; 3) даочи («вимір шляху в лі») — розрахунок довжини, яку не можна безпосередньо виміряти, як довжину гіпотенузи прямокутного трикутника, катети якого вимірюються покроковим засобом; 4)гао ся («верхнє і нижнє»), 5)фан се («прямокутне і косе»), 6) юй чжи («обхідні і пряме») — після дослідження на місцевості особливостей ландшафту слід позначати їх на карті величинами висот і низин, прямими і гострими кутами, кривими і прямими лініями.
Після атласу Пей Сю склав на шовку велику карту Китаю таких розмірів, що одній людині було не під силу навіть її розгорнути. Згодом для зручності він зробив її зменшену копію в масштабі ок. 1:1800000. Жодна з його карт не збереглася.